# 卷烟纸

用卷烟纸包裹烟丝並且帶有香煙過濾嘴的香烟

卷烟纸是用來包裹烟丝的特种纸，卷烟纸包住烟丝後底部還會裝上香煙過濾嘴。卷烟纸必须燃烧时无毒无味。 卷烟纸由木浆加入碳酸钙及助燃剂等製成。